# Ralph Erskine
Pour les articles homonymes, voir Erskine.
Ne pas confondre avec l'historien et cryptologue Ralph Erskine.

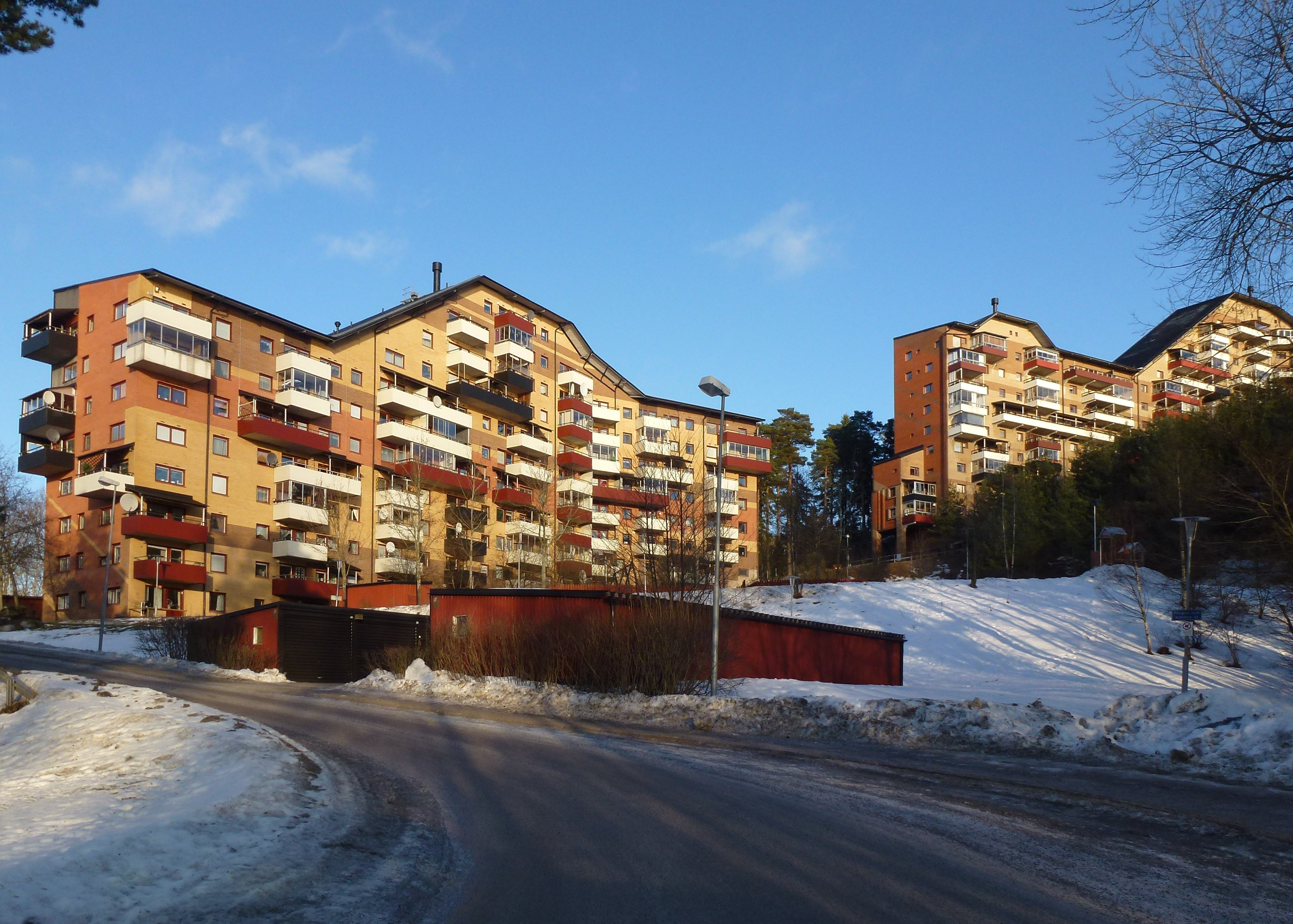
Façade de bâtiments dessinés par Erskine à Huddinge

Ralph Erskine, né le 24 février 1914 à Mill Hill, Londres et mort le 16 mars 2005 à Drottningholm, est un éminent architecte anglais du XXe siècle. Né à Londres en 1914 il commença sa formation d'architecture à l'École d'architecture de Regent Street Polytechnic (université de Westminster) d'où il sortit diplômé en 1937. Un an plus tard, il devint membre associé du Royal Institute of British Architects.

## Carrière
Il commença sa carrière d’architecte en travaillant avec l’équipe qui a conçu le quartier de Welwyn Garden City dans l'Hertfordshire. Il étudia ainsi l’urbanisme et élargit sa vision de l’architecture.
Avant la Deuxième Guerre mondiale, Erskine quitta l’Angleterre pour aller en Suède. Il était attiré, en partie, par l’admiration qu’il vouait pour l’œuvre des fonctionnalistes suédois Gunnar Asplund, Sven Markelius et Sigurd Lewerentz et en partie pour l’adoption de ce pays du modèle d’État providence ; étant né dans une famille socialiste, ses convictions politiques influencèrent ses travaux durant toute sa vie. En Suède, la volonté politique se reflétait parfaitement dans l’architecture des bâtiments publics et privés.
Erskine resta surtout connu en Grande-Bretagne pour ses créations londoniennes postmodernes telles que le Byker Wall de Newcastle upon Tyne et The London Ark, un projet commercial à Hammersmith. Toutefois, il acquit une plus large notoriété publique lorsque son projet de Millennium Community at Greenwich remporta le concours lancé en 1997 par le Greenwich Millennium Village à Londres. Ses préoccupations écologistes et sociales qu'il intégrait à l'architecture lui valurent de nombreuses récompenses en reconnaissance de son travail.

## Récompenses
Erskine a reçu la Royal Gold Medal for Architecture en 1987. Ses dessins et documents sont disponibles pour consultation aux archives Dessins & Collections du RIBA.
Il a également reçu un prix Wolf en art en 1992 pour l'ensemble de ses travaux; le jury définit ainsi les motifs de l'attribution du prix à Ralph Erskine :

« For his fundamental contribution to contemporary architecture, based on his creative spirit, solving human problems in a highly original formal language. », soit en français : « Pour sa contribution fondamentale à l'architecture contemporaine, basée sur son esprit créatif, la résolution des problèmes de l'homme dans un langage très formel et original. »,

## Les projets
En Suède, en Angleterre et au Canada, il fut responsable de la conception de nombreux bâtiments novateurs qui reflètent son idéologie particulière. On peut citer :
- Gyttorp, projet de logement pour une ville-usine Nora, Suède, (1945-1955)
- Le Brittgården, quartier résidentiel à Tibro, Suède, (1956-1959)
- Projet d'habitation pour une mine de cuivre au-dessus du cercle polaire arctique, Kiruna, Suède, (1962)
- Clare Hall de l'Université de Cambridge, Cambridge, Angleterre, (1969)
- Resolute, au Nunavut
- Le Byker Wall, Newcastle upon Tyne, (1973-1978)
- Le  domaine Nya Bruket, Sandviken, Suède, (1973-1978)
- Bibliothèque de l'Université de Stockholm, Stockholm, Suède, (1983)
- Ekerö centrum, Ekerö, Suède, (1983-1989)
- The London Ark, Hammersmith, Angleterre, (1990)
- Greenwich Millennium Village, Londres, Angleterre, (2000-2005)